# آنه شيفر
آن شيفر (بالألمانية: Anne Schäfer)‏ (و. 1987  م) هي لاعبة كرة مضرب ألمانية، ولدت في آبلدا.

## التعليم
تعلمت في جامعة هاغن.

## روابط خارجية
- آن شيفر على موقع رابطة محترفات التنس (الإنجليزية)
- آن شيفر على موقع الاتحاد الدولي لكرة المضرب (الإنجليزية)
- آن شيفر على موقع خلاصة التنس.كوم (الإنجليزية)